# Tadeusz Gardecki
Tadeusz Gardecki (ur. 24 października 1931 w Warszawie, zm. 12 stycznia 1990) – polski funkcjonariusz służb specjalnych, pułkownik Milicji Obywatelskiej.
W organach bezpieczeństwa od 1 lipca 1952. Służbę rozpoczął w Departamencie Łączności Ministerstwa Obrony Narodowej jako oficer zaopatrzenia, od 1 kwietnia 1953 technik centralnego laboratorium łączności. Od 1 grudnia 1954 technik Wydziału I Laboratorium Instytutu Techniki Eksploatacyjnej. Od 1 kwietnia 1955 starszy technik Wydziału I Laboratorium Elektronicznego Instytutu Techniki Eksploatacyjnej Komitetu Bezpieczeństwa Państwowego przy Radzie Ministrów. Od 18 lutego 1959 oficer, od 1 stycznia 1961 starszy oficer techniki operacyjnej Wydziału I Oddziału VI Instytutu Techniki Operacyjnej, od 1 kwietnia 1962 Wydziału IX Biura „T” Ministerstwa Spraw Wewnętrznych PRL. Od 1 sierpnia 1962 p.o. naczelnika Wydziału Instalacyjnego Oddziału Szyfrów Departamentu Łączności Ministerstwa Spraw Wewnętrznych PRL.  
Następnie zajmował stanowiska:
- Naczelnik Wydziału III Instytutu Techniki Specjalnej (od 15 czerwca 1971 Instytutu Przygotowania Środków Operacyjnych Departamentu Techniki) Ministerstwa Spraw Wewnętrznych PRL (31 grudnia 1965 – 31 grudnia 1971);
- Naczelnik Wydziału VIII Departamentu Techniki Ministerstwa Spraw Wewnętrznych PRL (1 stycznia 1972 – 14 kwietnia 1975);
- Naczelnik Wydziału III Biura „A” Ministerstwa Spraw Wewnętrznych PRL (15 kwietnia 1975 – 10 czerwca 1977);
- Zastępca Dyrektora Biura „A” (od listopada 1981 – w składzie Służby Wywiadu i Kontrwywiadu) Ministerstwa Spraw Wewnętrznych PRL (11 czerwca 1977 – 16 kwietnia 1987);
- Dyrektor Biura „A” Służby Wywiadu i Kontrwywiadu Ministerstwa Spraw Wewnętrznych PRL (16 kwietnia 1987 – 12 stycznia 1990).

Ostatni stopień - pułkownik Milicji Obywatelskiej. 